# خالد الوسمي
خالد ناصر الوسمي العازمي مواليد دولة الكويت (1940 - ) ، نائب سابق في مجلس الامة الكويتي ، شارك في انتخابات مجلس الأمة الكويتي عام 1981 عن الدائرة الثالثة عشر الرميثية ونال علي ( 483 ) صوت، وحصل علي المركز الأول ونجح بالانتخابات.

## نبذة عنه
عمل رئيساً لقسم الكتب المدرسية في وزارة التربية عام 1965 ، ومارس مهنة التدريس، وعين بعدها أستاذ قسم التاريخ في جامعة الكويت عام 1977 – 1980 ، شارك في تأسيس الاتحاد الوطني لطلبة جامعة الكويت ، يحمل شهادة الدكتوراه في التاريخ من جامعة (بوردو) الفرنسية.